# Martin Jennings

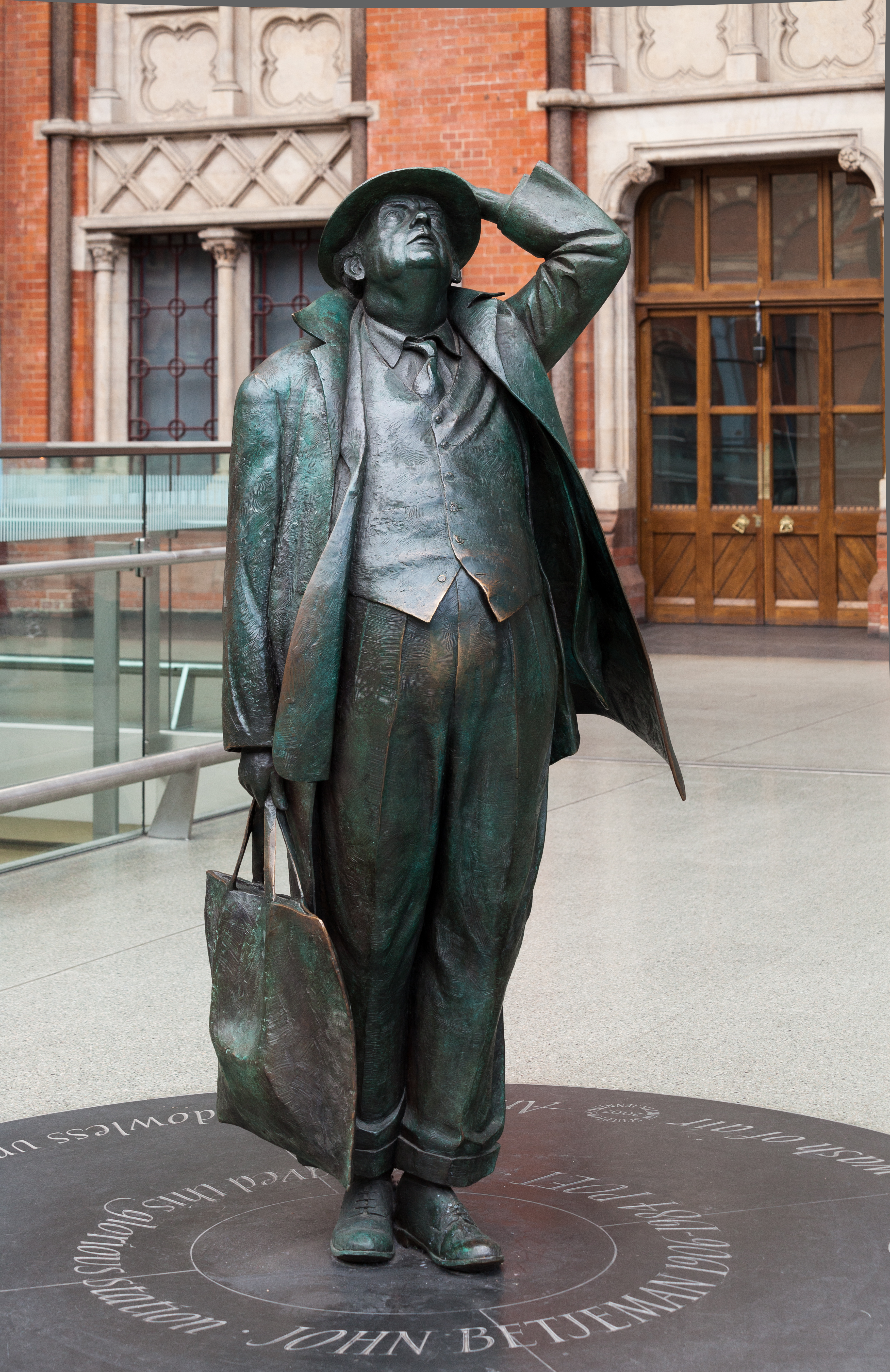
John Betjeman (2007), Estación de St. Pancras, Londres

Martin Jennings (Oxford, Reino Unido, 1957) es un escultor británico. Son muy conocidas sus estatuas de John Betjeman, en la estación de trenes de St Pancras, inaugurada en 2007, y la estatua de Philip Larkin, en la estación intermodal Hull Paragon, que se presentó en 2010.

## Biografía
Nacido Oxford en 1957, Jennings es un escultor celoso de su intimidad. Ha trabajado siempre en Oxford y es socio de la Real Sociedad de Escultores.

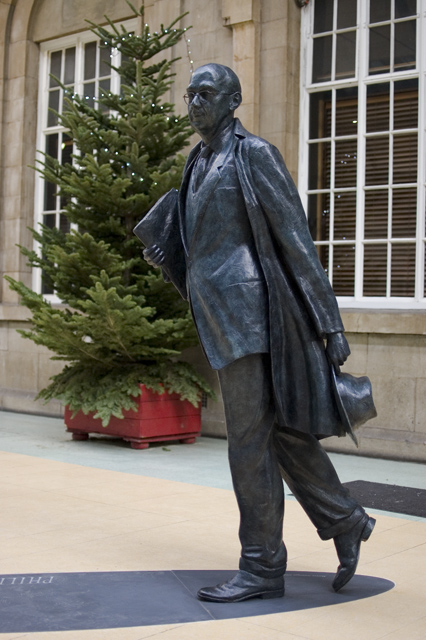
Philip Larkin (2007), Hull Paragon estación de Intercambio

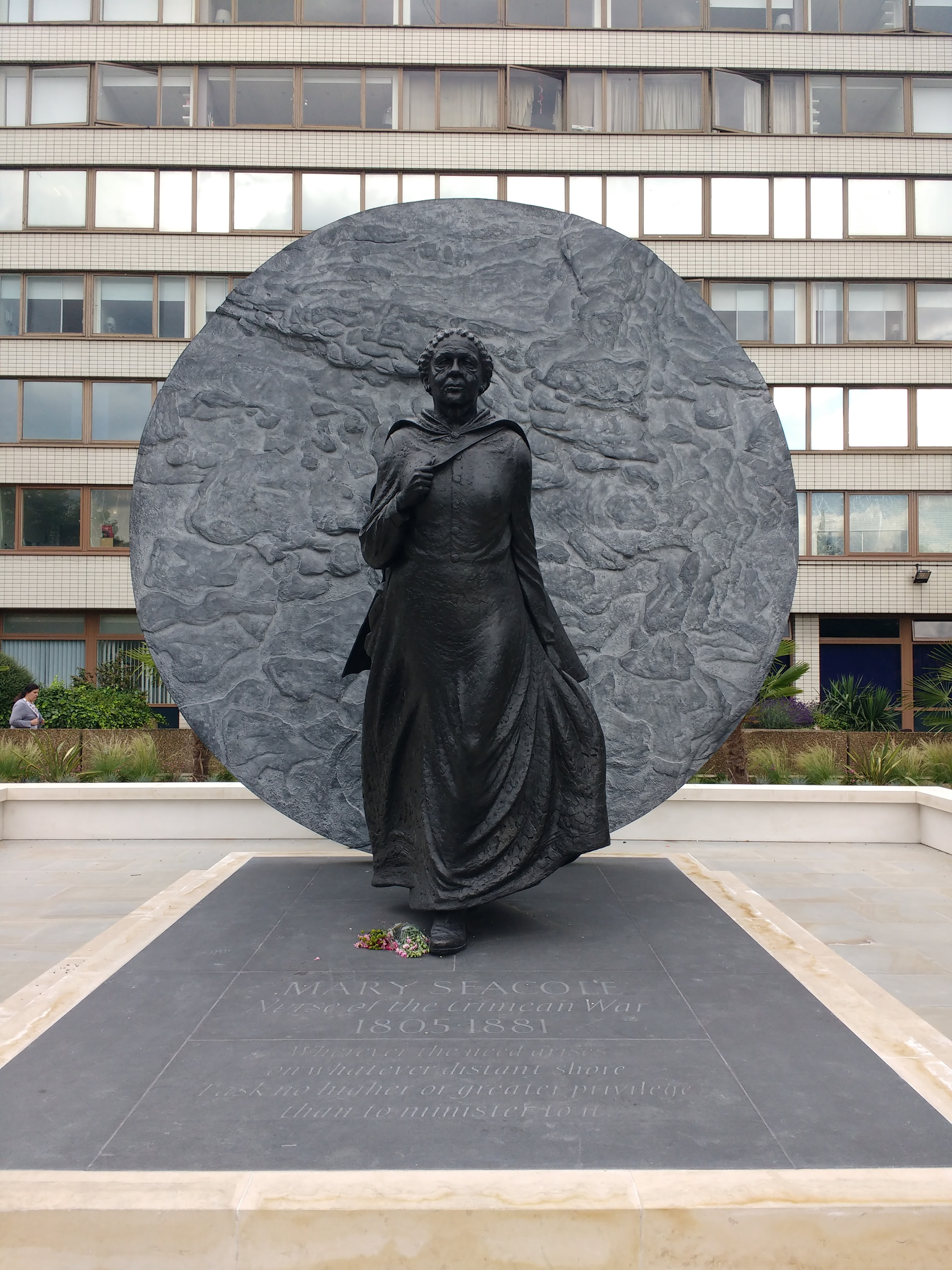
Mary Seacole (2016), Hospital Saint Thomas, Londres

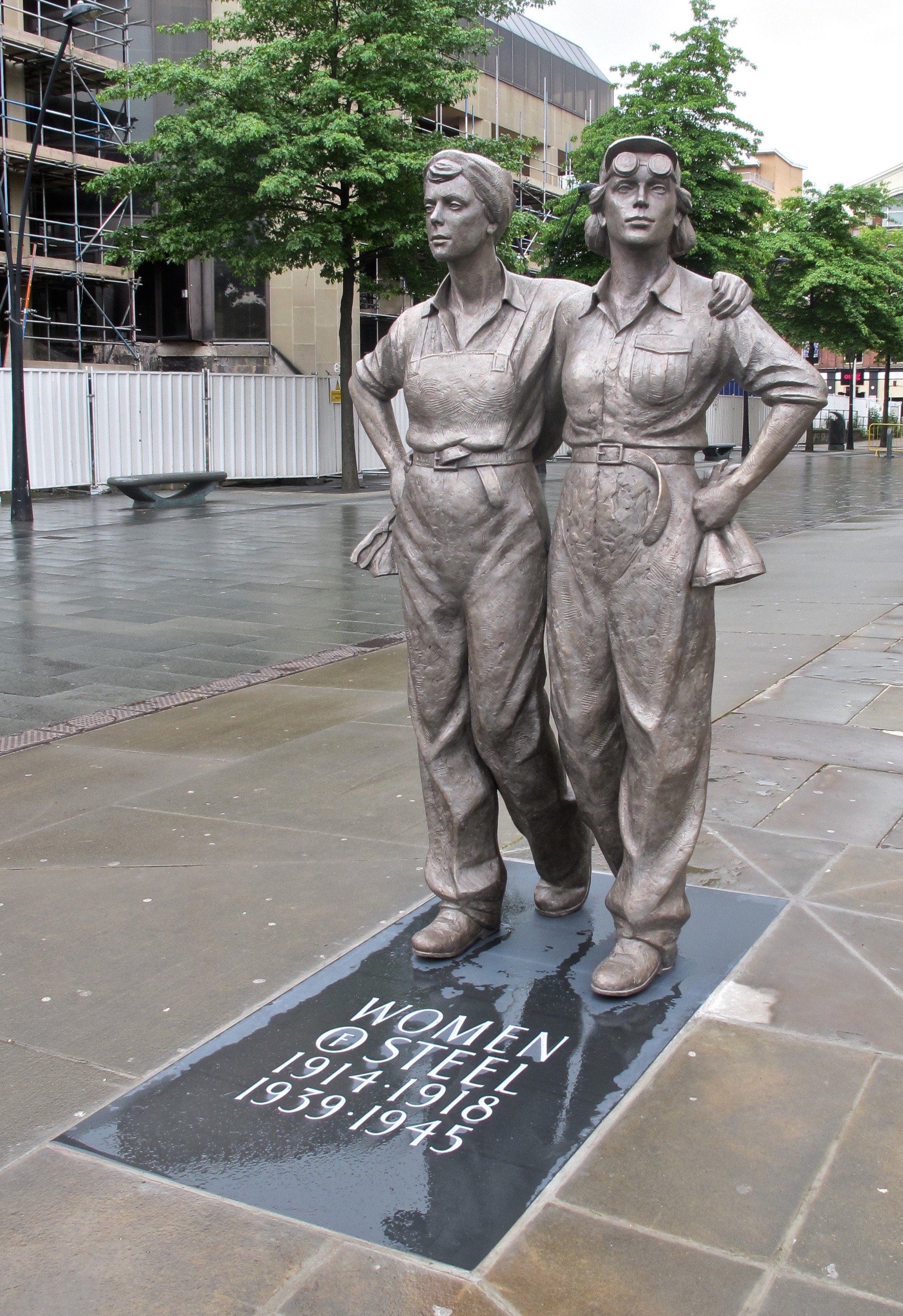
Mujeres de Acero (2017), Barker Piscina, Sheffield

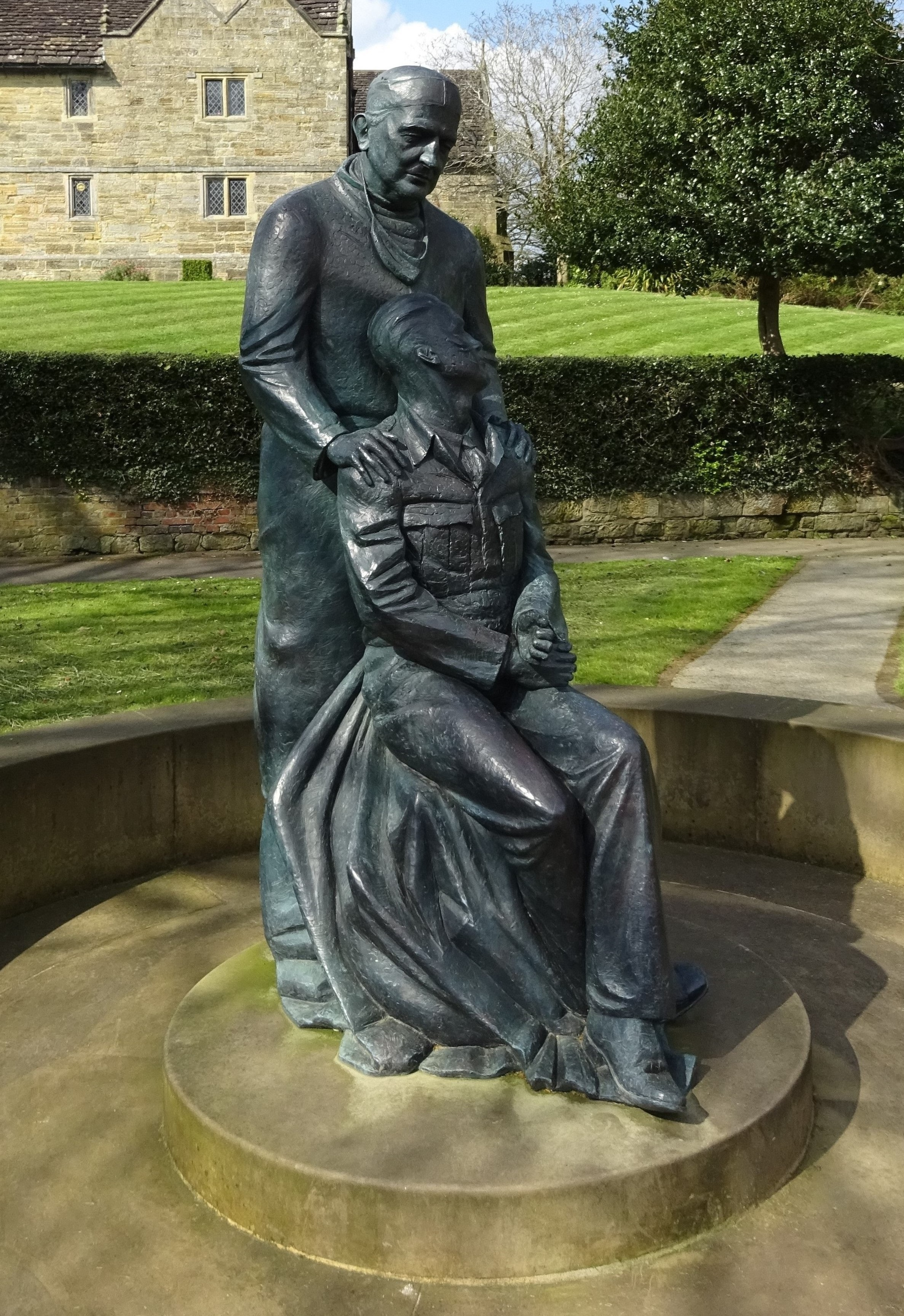
Monumento al cirujano plástico sir Archibald McIndoe, Sackville College, East Grinstead, West Sussex, Reino Unido. Junio de 2014.

## Obras
Sus obras, cargadas de fino humor y cercanas al mundo del cómic, se decantan por la tradición figurativa. Sin embargo, las caracterizan su búsqueda del movimiento, del instante, un juego difícil que supera con creces. Entre las esculturas más destacadas podemos citar las de Charles Dickens, John Betjeman, Philip Larkin y Ronnie Barker. Entre sus últimos encargos figura la estatua de George Orwell, que se expondrá en Broadcasting House.
Especial cuidado puso Jennings en el monumento de bronce que conmemora al cirujano plástico y pionero Archibald McIndoe, que se presentó en High Street, East Grinstead, en junio de 2014. Su propio padre, Michael Jennings, comandante gravemente herido cerca de Eindhoven en 1944, había sido uno de los pacientes del célebre doctor McIndoe. El monumento representa a un aviador sentado. Sus manos, quemadas, están entrelazadas; su cara, con cicatrices, está vuelta a un lado. De pie, detrás de él, con una gran humanidad, descansa una mano tranquilizadora en cada hombro el doctor McIndoe, un gigante de la medicina y de la humanidad. El banco de piedra que rodea al monumento es lugar para la meditación y el homenaje, testigo de su valía.
En 2014, Jennings presentó una estatua de bronce del escritor Charles Dickens, que fue colocada en la plaza Guildhall de Portsmouth, su ciudad natal.
En junio de 2016 se inauguraron dos estatuas de Jennings. La primera era un tributo a las mujeres que trabajaron en la industria de armamento durante la Segunda Guerra Mundial. La segunda conmemora a la enfermera Mary Seacole, heroína de la Guerra de Crimea, y está colocada delante del Hospital Saint Thomas de Londres.
En noviembre de 2017, Jennings presentó la estatua de George Orwell, en los exteriores de Broadcasting House, sede de la BBC en Londres.

### Obras en colecciones públicas
La National Portrait Gallery de Londres tiene tres retratos de Jennings: Edward Heath, Philip Pullman y Bingham.

### Retratos de Jennings
Igualmente, La National Portrait Gallery de Londres poseeun retrato fotográfico de Jennings de 2001, realizado por el fotógrafo Norman McBeath.